# Рейнхарт, Кристиан
Кристиан Рейнхарт (нем. Christian Reichart; 4 июня 1685, Эрфурт — 30 июля 1775, Эрфурт, Тюрингия) — немецкий агроном

, садовник и овощевод, ботаник. Считается основателем садоводства в Германии, пионером и покровителем коммерческого садоводства и огородничества в Эрфурте. В XVIII веке определил развитие садоводства и сельского хозяйства в Германии.

## Биография

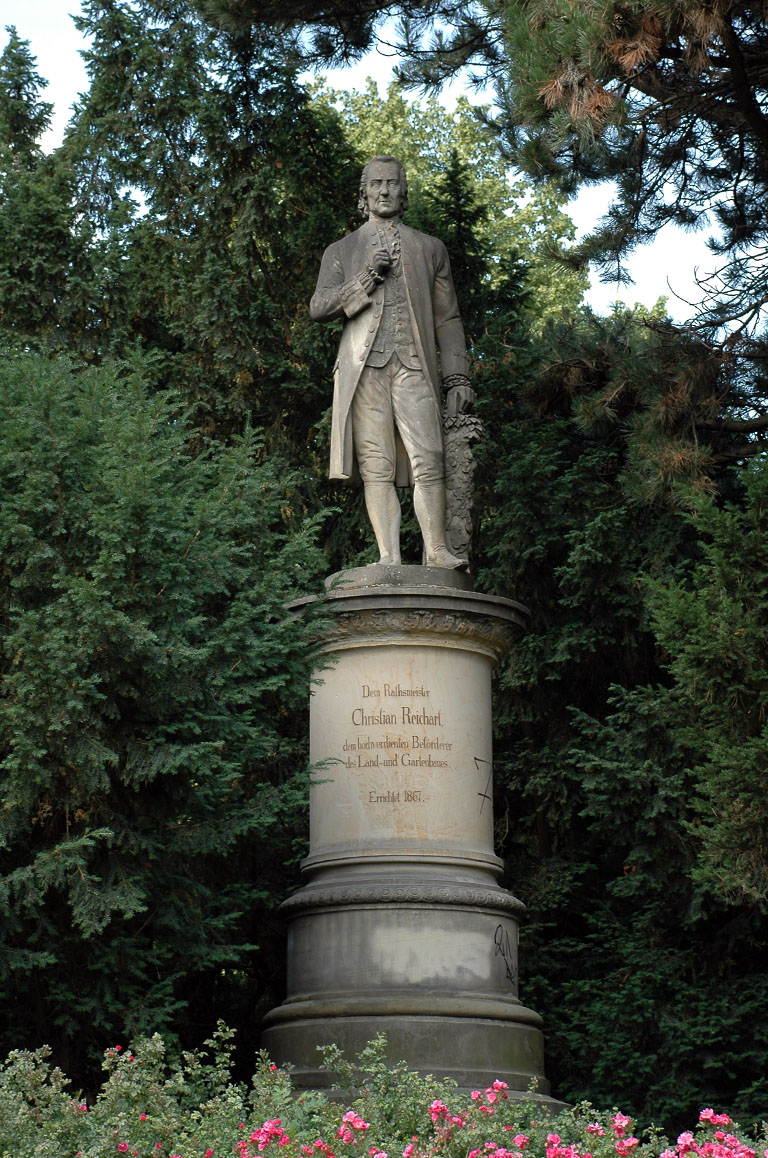
Памятник К. Рейнхарту в Эрфурте

Родился в богатой землевладельческой семье. До 1705 года изучал право, естественные науки и логику в Эрфуртском университете. Служил в Эрфуртском городском совете. В 1720 году, унаследовав семейные земли, стал заниматься экспериментами в сельском хозяйстве и садоводстве, написал первый небольшой учебник в этой области. Стремился к внедрению научных достижений в своей практической деятельности.
Разработал ряд приспособлений и нового оборудования для садоводства, которое повысило производительность труда и продолжает использоваться и сегодня, в том числе, приспособление для прореживания растений и шипованный садовый валик для уплотнения и выравнивания дренажного слоя почвы.
Благодаря его систематическим и научно обоснованным методам мелиорации многие овощи стали районированными, не только в Эрфурте, но и в Германии. Например, Рейнхарт акклиматизировал семена цветной капусты, привезенные с Кипра, заложил основу для разведения цветной капусты сорта Erfurter, а также иранского кресс-салата на большей части Эрфурта. Богатые витаминами овощи, имеющие огромное значение в питании человека, особенно зимой, были с энтузиазмом приняты немцами. За счет развития семеноводства, Рейнхарт распространил местные растительные культуры и обеспечил им признание далеко за пределами города по всей Германии.
Уже в середине XVIII века он организовал торговлю в Центральной Европе семенами 93 различных овощных сортов. Развитие 18-летнего севооборота без паров, предложенное им, в отличие от выжившей трехполевой системы, позволило увеличить производство сельскохозяйственных культур.
К. Рейнхарт — автор 6-ти томного научного труда «Land- und Gartenschatz» («Сокровища земель и садов», 1753). Более 30 лет он писал хронику родного города Эрфурта.

## Память
- В 1867 году на одной из центральных площадей Эрфурта был установлен памятник К. Рейнхарту.
- В 2014 году в Германии учреждена премия им. К. Рейнхарта.